# ときわにんにく
ときわにんにく（英称: Tokiwa garlic）は、青森県南津軽郡藤崎町を中心に津軽みらい農業協同組合（以下「JA」）管内を生産地とするにんにく。

## 概要
ときわにんにくとは、生産部会の定める栽培基準で生産し、JAの選果基準に則って出荷されるニンニク。主に豊洲市場や名古屋市中央卸売市場へ出荷されている。また、これらの要件をひとつでも欠くものは、青森県産または藤崎町産にんにくとして流通される。
地域団体商標にも登録されている。

## 名称
ときわにんにくの「ときわ」は、旧南津軽郡常盤村及び旧常盤村農業協同組合に由来している。平成の大合併とJA合併による村名の消滅と常盤ブランドの濫用を防ぐため、「常盤」（よみ：ときわ　英称：Tokiwa）はJAの登録商標となっている。

## 産地
狭義には藤崎町の旧常盤村を指すが、広義には津軽みらい農業協同組合全域（弘前市の一部、黒石市、平川市（旧尾上町・平賀町）、南津軽郡田舎館村、藤崎町（旧常盤村）、北津軽郡板柳町）を指す。

## 年表
- 1957年（昭和32年） - ピンク系ニンニク10叺（20kg）をJA婦人部へ配布。[3]
- 1961年（昭和36年） - 「常盤村そさい研究会」結成。[3]
- 1969年（昭和44年） - 共選共販のもと東京市場への出荷が始まる。ピンク系からホワイト系の福地在来へ転換。[3]
- 1982年（昭和57年） - 常盤村そさい研究会より「常盤村農協ニンニク部会」が独立。
- 1983年（昭和58年） - ニンニク乾燥機導入。
- 1987年（昭和62年） - 冷蔵貯蔵施設導入。これにより一年を通して出荷できる体制を確立。
- 1999年（平成11年） - 常盤村農協ニンニク部会が青森県農業賞生産組織部門奨励賞受賞。
- 2002年（平成14年） - 萌芽抑制剤エルノー液剤が販売中止。代わりに薬剤を使用しない乾熱処理での萌芽抑制へ移行。
- 2003年（平成15年）01月30日 - 常盤村農協ニンニク部会の名称を「ときわにんにく部会」に変更。
- 2003年（平成15年）10月02日 - ときわにんにく品評会。以降毎年開催。
- 2005年（平成17年）03月28日 - 旧藤崎町と常盤村が新設合併し、藤崎町が発足。
- 2007年（平成19年）10月02日 - ときわにんにくレシピコンテスト。以降毎年開催。
- 2008年（平成20年）07月01日 - 津軽石川・黒石市・常盤村・津軽尾上・津軽みなみ・いたやなぎの6農協が新設合併し、津軽みらい農業協同組合が発足。
  - 2008年（平成20年）8月27日 - 登録商標「常盤」取得。
- 2010年（平成22年）01月27日 - ときわにんにくが公益社団法人氷温協会[4]により氷温食品と認定される。[5]
- 2013年（平成25年）11月23日 - 黒にんにくソフトを発表。[6]